# Europameisterschaften im Springreiten 2021
Die Europameisterschaften im Springreiten 2021, auch als FEI Springreit-Europameisterschaft 2021 bezeichnet (FEI Jumping European Championship Riesenbeck 2021), wurden vom 31. August bis zum 5. September 2021 in Riesenbeck, einem Stadtteil von Hörstel, durchgeführt. Hierbei wurden im Springreiten zum 36. Mal Europameisterschaften ausgetragen.

## Organisation

### Vergabe
Im Sommer 2019 waren die Europameisterschaften in fünf Disziplinen (Dressurreiten, Para-Dressurreiten, Springreiten, Vierspännerfahren und Voltigieren) für das Jahr 2021 an Budapest vergeben worden. Damit hätte Budapest an die ähnlich umfangreichen FEI Europameisterschaften 2015 und 2017 angeknüpft. Nachdem als Folge der COVID-19-Pandemie die Olympischen Sommerspiele 2020 auf den Juli / August 2021 verschoben wurden, wurden die Europameisterschaften in Budapest vom Weltpferdesportverband FEI weitgehend abgesagt. Lediglich die Vierspänner-Europameisterschaften werden 2021 noch in der ungarischen Hauptstadt durchgeführt.
Der Europäische Pferdesportverband (EEF, European Equestrian Federation) trat bereits im Juni 2020 an die FEI mit der Forderung heran, im Springreiten auch im Jahr 2021 Europameisterschaften durchzuführen. Vier Monate später schließlich vergab die FEI die Europameisterschaften der Springreiter neu an die Riesenbeck International GmbH, die sich um die Durchführung beworben hatte.

### Sportstätten
Das Reitsportzentrum Riesenbeck International war im März 2015 eröffnet worden, dort sind der Turnierstall und die Hengststation von Ludger Beerbaum ansässig. Hier finden jährlich diverse Reitturniere statt, so auch im Dezember 2020 die Deutschen Meisterschaften im Springreiten. Bereits zuvor war Riesenbeck als Turnierstandort insbesondere im Vierspännerfahren bekannt. Dort wurde jahrelang das Deutsche Fahrderby ausgerichtet sowie im Jahr 2012 die Weltmeisterschaften im Vierspännerfahren.
Das Rasenstadion von Riesenbeck International diente als Austragungsort aller Europameisterschaftswettbewerbe. Ein Teil der Rahmenprüfungen fand im benachbarten Sandstadion statt.

## Zeitplan
Parallel zur Europameisterschaft wurde ein umfangreiches sportlichen Rahmenprogramm durchgeführt. Das Programm umfasste drei CSIs, je einen auf 3*-, 2*- und 1*-Niveau. Höhepunkt der Rahmenprüfungen war der mit 100.000 Euro dotierte Große Preis von Riesenbeck, Abschluss des CSI 3*, am Turniersamstag.
|                          | 31. Aug. | 1. Sept. | 2. Sept. | 3. Sept. | 4. Sept. | 5. Sept. |
| ------------------------ | -------- | -------- | -------- | -------- | -------- | -------- |
| Springreit-EM            | Warm-Up  | E/M      | E/M      | E/M      |          | E        |
| Rahmenprüfungen Springen |          |          |          |          |          |          |

Legende:
- Die blauen Felder stehen für Tage mit Prüfungen, die goldenen Felder für den Tag der jeweiligen Entscheidung.
- E: Prüfung der Einzelwertung
- M: Prüfung der Mannschaftswertung

## Wettkämpfe
Jede Nation konnte bis zu fünf Springreiter mit je einem Pferd zur Europameisterschaft entsenden. Das fünfte Paar einer Nation dient als Reserve und nimmt, soweit kein anderer Reiter oder Pferd seiner Nation vor Beginn des Zeitspringens ausfällt, nicht an den Wettbewerben teil.
Als erste Prüfung der Einzel- und die Mannschaftswertung wurde am 1. September 2021 ein Zeitspringen ausgetragen. Der Sieger des Zeitspringens wurde nach Abschluss der Prüfung mit null Strafpunkten gewertet. Der Zeitunterschied zwischen ihm und den weiteren Reitern wurde mit 0,5 multipliziert und ergibt somit deren Anzahl an Strafpunkten.
Die zweite Prüfung der Mannschaftswertung, der Nationenpreis, wurde über zwei Tage verteilt ausgetragen. Ausgeschrieben war der Nationenpreis als Springprüfung mit zwei Umläufen. Im ersten Umlauf am 2. September waren alle Nationen startberechtigt. Am Folgetag durften im zweiten Umlauf des Nationenpreises noch die besten zehn Mannschaften sowie die besten 50 Reiter der Einzelwertung bis hier hin antreten. Anhand der Addition aus der Zeitspringprüfung und beiden Umläufen des Nationenpreises fiel die Entscheidung der Mannschaftswertung. Soweit es in dieser Addition der Mannschaftswertung zu einem Punktgleichstand auf dem ersten Platz gekommen wäre, wäre ein Stechen um die Goldmedaille erforderlich.
Nach einem Tag ohne Meisterschaftsprüfung wurde am 5. September 2021 die Finalprüfung der Einzelwertung durchgeführt. Hierbei handelte es sich um eine Springprüfung mit zwei Umläufen. Das Starterfeld war hier nochmals kleiner: Die besten 25 Reiter-Pferd-Paar durften im ersten Umlauf antreten. Alle bis hierhin gesammelten Strafpunkte wurden beibehalten, so dass die Gesamtwertung der Einzelwertung alle drei Meisterschaftsprüfungen mit insgesamt fünf Ritten pro Teilnehmer umfasste. Bei Strafpunktgleichheit auf Rang eins hätte im Einzelfinale ein Stechen um Gold entschieden.

### Zwischenstand nach dem Zeitspringen
Der Parcours der Zeitspringprüfung umfasste keine dreifache Kombination, dafür aber drei zweifache Kombination und einen offenen Wassergraben. Der Kurs ermöglichte den Reitern durch schnelles Reiten und gute Wendungen sich Zeitvorteile gegenüber schwächeren Paaren herauszureiten. Schnelle Ritt mit einem Springfehler, der mit vier Sekunden Zeitaufschlag angerechnet wurde, konnten sich durchaus im vorderen Teil des Klassements platzieren.
15 Mannschaften waren in Riesenbeck am Start, drei von ihnen traten nur mit drei Reiter-Pferd-Paaren an und hatten daher kein Streichergebnis zur Verfügung. Zwei dieser Mannschaften, die Türkei und Österreich, fanden sich nach dem Zeitspringen auf den letzten beiden Plätzen. Überraschend waren die zwei Hindernisfehler für Österreichs favorisierten Reiter Max Kühner und dessen aktuelles Erfolgspferd Elektric Blue P. Aufgrund einer auch eher gemäßigten benötigten Zeit waren sie am ersten Tag das schwächste Paar der Österreicher. Die Grundidee hinter der Austragung der Europameisterschaften im Olympiajahr, auch weiteren Nationen und Paaren, die nicht in Tokio am Start waren, einen Championatsstart im Jahr 2021 zu ermöglichen, hatten viele Nationen auch bei ihrer Mannschaftsaufstellung verfolgt. So waren vielfach Championatsdebütanten am Start.
Für Großbritannien lief es am ersten Tag noch nicht wie gewünscht: Während Georgia Tame mit sehr ruhigem Tempo ritt und dadurch hinter hinten landete, unterliefen Emily Moffitt und Winning Good (die weniger als eine Woche zuvor noch Global Champions League in Hamburg am Start waren) drei Hindernisfehler. Die Schweiz, die neben dem Routinier Steve Guerdat und dem 29-jährigen Europameister Martin Fuchs zwei Reiter im Alter von 24 und 33 Jahren an den Start brachten, zeigten sich in glänzender Form – alle vier Reiter schlossen unter den besten 14 der Prüfung ab. Noch weiter vorne im Mannschafts-Zwischenstand waren nur zwei Nationen, allerdings jeweils mit einem schwächeren Ergebnis, das gestrichen werden konnte: Schweden konnte nach seiner Dominanz bei den Olympischen Spielen auch mit seiner „Zweitmannschaft“ Ausrufezeichen setzten, im Einzel fanden sich Peder Fredricson, Douglas Lindelöw und Rolf-Göran Bengtsson mit ihren Pferden auf den Plätzen zwei, drei und elf wieder.
Wie bei den Olympischen Spielen lag die deutsche Mannschaft auch in Riesenbeck nach der ersten Mannschaftsprüfung auf Rang zwei. André Thieme hatte als erster Reiter der Mannschaft die Maßgabe erhalten, mit seiner schnellen Stute Chakaria eine entsprechende Runde vorzulegen. Das Paar zeigte einen der schnellsten Ritte der Prüfung, doch durch einen Springfehler reichte es nicht für eine Topplatzierung im Einzel-Zwischenstand. Christian Kukuk wählte für seinen erst neunjährigen Hengst ein noch recht zügiges Tempo, das am Ende gut vier Sekunden langsamer war als der schnellste Ritt des Tages. Doch das Paar blieb fehlerfrei. Marcus Ehning war kurzfristig für Maurice Tebbel eingesprungen, da sich dessen Pferd ein Hufgeschwür zugezogen hatte. Ehning war mit seinem Ritt nicht zufrieden, der zwar sehr schnell war, aber zwei Hindernisfehler umfasste. David Will war der vorletzte Starter der Prüfung und nutzte dies, um die Ritte vieler Konkurrenten zu beobachten. Es gelang ihm daraufhin, die Wege und Wendungen optimal zu reiten, er schloss mit seinem Wallach C Vier die Prüfung fehlerfrei mit der mit fast einer Sekunde Vorsprung schnellsten Zeit des Tages ab.

### Zwischenstand nach dem ersten Umlauf des Nationenpreises
Insbesondere das letzte Drittel des Parcours des ersten Umlaufs des Nationenpreises erwies sich als Herausforderung: Auf eine Linie mit optisch markanten Hindernissen (eine Mauer und ein Steilsprung mit auffälligem Unterbau) folgte eine 90-Grad-Wendung auf die zweifache Kombination. Nach einem weiteren Bogen fand der Parcours mit einem Steilsprung seinen Abschluss. Zunächst kamen die Einzelreiter außerhalb von Mannschaften an den Start. Positive Überraschung dieser Gruppe war die Griechin Ioli Mytilineou, die mit ihrem Hengst Levis de Muze nach einer Top-25-Platzierung im Zeitspringen auch im ersten Umlauf des Nationenpreises ohne Spring- und Zeitfehler blieb. Damit lag sie nach dem zweiten Tag der Europameisterschaften auf Rang neun der Einzelwertung.
Im Anschluss starteten die Mannschaften, die nach dem ersten Tag auf den Plätzen elf bis 15 rangierten. Die tschechische Mannschaft, die nur drei Reiter umfasste, beendete die Prüfung ohne Ergebnis, da Jan Štětina bei seinem Ritt aufgab. Österreichs Mannschaftsergebnis erhöhte sich um 17 Strafpunkte: Während Katharina Rhomberg und Max Kühner mit ihren Pferden ohne Fehler blieben, sammelte Alessandra Reich reichlich Strafpunkte. Dennoch erreichte Österreich, wie auch Großbritannien aus dieser Gruppe den Einzug in den zweiten Umlauf der besten zehn Mannschaften. Ursächlich hierfür war das schwache Abschneiden von Italien und insbesondere der Niederlande. Alle niederländischen Reiter kamen bei ihren Ritten auf zwei bzw. drei Hindernisfehler, damit rutschten die Niederlande von Rang vier auf Rang elf.
Insbesondere aufgrund der starken Einzelleistung von Andreas Schou (Platz sechs im Zwischenstand der Einzelwertung) schafften die im Vorfeld eher als Außenseiten einzuschätzenden Dänen den Einzug in den zweiten Umlauf des Nationenpreises. Belgien hatte zwei Reiter-Pferd-Paare mit acht Strafpunkten. Obwohl die Belgier damit auf Rang vier vorrückten, verloren sie etwas den Abschluss an die besten drei Nationen. Die Top drei bestand auch am zweiten Tag aus Schweden, Deutschland und der Schweiz. Überrangende Mannschaft des zweiten Tages war die Schweiz, drei ihrer vier Paare blieben strafpunktfrei.
André Thieme eröffnete für Deutschland den Nationenpreis mit einer fehlerfreien Runde. Marcus Ehning blieb mit seinem jungen Hengst auch an diesem Tag etwas hinter den eigenen Ansprüchen zurück, während sich Christian Kukuk mit einer Null-Fehler-Runde auch in der Einzelwertung in eine exzellente Ausgangsposition brachte. David Will war erneut Schlussreiter der deutschen Equipe. Seine Führung in Einzelklassement konnte er aufgrund eines Springfehlers nicht halten. Doch hielt sich Deutschland auf Rang zwei, da Schweden mit drei Vier-Strafpunkte-Ritten auf Rang drei zurückfiel. Zu den Reitern mit vier Strafpunkten zählte auch Peder Fredricson, so dass nun der Europameister von 2019, Martin Fuchs, die Führung im Einzelwettbewerb übernahm.

### Mannschaftswertung
Auch im zweiten Umlauf des Nationenpreises war es Parcoursbauer Frank Rothenberger gelungen, einen Kurs aufzubauen, der die Teilnehmer herausforderte und dennoch keine schlechten Bilder provozierte, kein Teilnehmerpaar kam auf ein Ergebnis von mehr als 16 Strafpunkten. Besonders kniffelig wurde es wieder zum Ende des Kurses: Die Schlusslinie konnte nicht gerade durchritten werden, sondern erforderte zwei Galoppwechsel: Hindernis 11 (ein überbautes Wasser) wurde aus einer Rechtswendung erreicht, dann galt es in einem leichten Linksbogen die zweifache Kombination (in der es zu einigen Fehlern kam) anzureiten, um anschließend nach einem leichten Rechtsbogen den Schlussoxer zu überwinden.
Frankreich und Irland hielten mit acht Strafpunkten die Plätze sechs und fünf, insbesondere Frankreich profitierte von der Möglichkeit des Streichergebnisses. Belgien ging nach den Fehlern des Vortages gestärkt in den zweiten Umlauf und dominierte ihn: Alle belgischen Reiter blieben mit ihren Pferden ohne Fehler – eine Leistung, die keiner anderen Equipe gelang. Bereits nach ihrem dritten Reiter stand für Belgien fest, dass sie eine Medaille sicher haben. Hierzu trug auch bei, dass Schwedens Mannschaft drei Ritte mit acht Strafpunkten verzeichnete und zwischenzeitlich fürchten musste, noch hinter Irland und Frankreich zurückzufallen. Dank der Nullrunde ihres Schlussreiters Peder Fredricson und etlichen Fehlern der Schlussreiter der konkurrierenden Nationen reichte es im Endergebnis noch zu Platz vier.
Die Entscheidung um Silber und Gold fiel zwischen Deutschland und der Schweiz. Während die deutsche Equipe mit zwei fehlerfreien Ritten von André Thieme und Marcus Ehning begann, war der Auftakt für die Schweiz weniger ermutigend: Elian Baumann hatte mit seinem Wallach Campari Z in den ersten beiden Runden der Europameisterschaft als Championatsneuling überzeugt, im zweiten Umlauf des Nationenpreises musste das Paar jedoch drei Hindernisfehler hinnehmen. Doch mit zwei fehlerlosen Runden von Bryan Balsiger und Martin Fuchs hielt die Schweiz ihre gute Ausgangsposition, während Christian Kukuk sein erster Fehler bei diesen Europameisterschaften unterlief. Damit entschied die Leistung der beiden Schlussreiter: Bei David Will und seinem Wallach C Vier fiel eine Stange, so dass Steve Guerdat einen Vorsprung von etwas mehr als einem Springfehler für die Schweiz verteidigen musste. Auch bei Guerdat und Maddox fiel eine Stange, aber dabei blieb es bis ins Ziel. Somit gewann die Schweiz die Goldmedaille. Die deutsche Equipe hatte über alle drei Runden des Mannschaftswettbewerbs den zweiten Platz gehalten und gewann somit Silber.
| Platz                                                        | Land           | Reiter und Pferde                                 | Strafpunkte     | Strafpunkte             | Strafpunkte             | Strafpunkte |
| Platz                                                        | Land           | Reiter und Pferde                                 | Zeitspringen    | Nationenpreis 1. Umlauf | Nationenpreis 2. Umlauf | Gesamt      |
| 1                                                            | Schweiz        | Schweiz                                           | 5,47            | 0                       | 4                       | 9,47        |
| ------------------------------------------------------------ | -------------- | ------------------------------------------------- | --------------- | ----------------------- | ----------------------- | ----------- |
|                                                              |                | Elian Baumann mit Campari Z                       | 2,15            | 0                       | (12)                    |             |
| Bryan Balsiger mit Courage                                   | 2,01           | (4)                                               | 0               |                         |                         |             |
| Martin Fuchs mit Leone Jei                                   | 1,31           | 0                                                 | 0               |                         |                         |             |
| Steve Guerdat mit Maddox                                     | (2,15)         | 0                                                 | 4               |                         |                         |             |
| 2                                                            | Deutschland    | Deutschland                                       | 4,77            | 4                       | 4                       | 12,77       |
|                                                              |                | André Thieme mit DSP Chakaria                     | 2,84            | 0                       | 0                       |             |
| Marcus Ehning mit Stargold                                   | (4,33)         | (5)                                               | 0               |                         |                         |             |
| Christian Kukuk mit Mumbai                                   | 1,93           | 0                                                 | (4)             |                         |                         |             |
| David Will mit C Vier                                        | 0,00           | 4                                                 | 4               |                         |                         |             |
| 3                                                            | Belgien        | Belgien                                           | 9,34            | 8                       | 0                       | 17,34       |
|                                                              |                | Pieter Devos mit Jade van de Bisschop             | 3,16            | 0                       | 0                       |             |
| Jos Verlooy mit Varoune                                      | 2,22           | (8)                                               | 0               |                         |                         |             |
| Olivier Philippaerts mit Le Blue Diamond v't Ruytershof      | 3,96           | 8                                                 | (0)             |                         |                         |             |
| Nicola Philippaerts mit Katanga van het Dingeshof            | (5,28)         | 0                                                 | 0               |                         |                         |             |
| 4                                                            | Schweden       | Schweden                                          | 3,59            | 8                       | 16                      | 27,59       |
|                                                              |                | Douglas Lindelöw mit Casquo Blue                  | 1,17            | 4                       | 8                       |             |
| Angelica Augustsson Zanotelli mit Kalinka van de Nachtegaele | (4,63)         | (4)                                               | 8               |                         |                         |             |
| Rolf-Göran Bengtsson mit Ermindo W                           | 1,96           | 0                                                 | (8)             |                         |                         |             |
| Peder Fredricson mit Catch Me Not S                          | 0,46           | 4                                                 | 0               |                         |                         |             |
| 5                                                            | Irland         | Irland                                            | 12,73           | 8                       | 8                       | 28,73       |
|                                                              |                | Daniel Coyle mit Legacy                           | 4,39            | 0                       | 4                       |             |
| Michael Duffy mit Zilton Z                                   | 3,37           | 8                                                 | 0               |                         |                         |             |
| Eoin McMahon mit Chacon                                      | (6,70)         | 0                                                 | 4               |                         |                         |             |
| Mark McAuley mit Jasco van de Bisschop                       | 4,97           | (8)                                               | (8)             |                         |                         |             |
| 6                                                            | Frankreich     | Frankreich                                        | 9,15            | 12                      | 8                       | 29,15       |
|                                                              |                | Pénélope Leprevost mit Excalibur de la Tour Vidal | 4,14            | (8)                     | 4                       |             |
| Mathieu Billot mit Quel Filou                                | (7,72)         | 4                                                 | 4               |                         |                         |             |
| Olivier Robert mit Vivaldi des Meneaux                       | 1,20           | 4                                                 | 0               |                         |                         |             |
| Kevin Staut mit Visconti du Telman                           | 3,81           | 4                                                 | (16)            |                         |                         |             |
| 7                                                            | Spanien        | Spanien                                           | 13,52           | 21                      | 13                      | 47,52       |
|                                                              |                | Manuel Fernandez Saro mit Jarlin de Torres        | 7,76            | 4                       | 1                       |             |
| Alberto Marquez Galobardes mit Ucello Massuere               | (36,53)        | (19)                                              | 4               |                         |                         |             |
| Ismael Garcia Roque mit La Costa                             | 4,27           | 13                                                | (13)            |                         |                         |             |
| Eduardo Álvarez Aznar mit Legend                             | 1,49           | 4                                                 | 8               |                         |                         |             |
| 8                                                            | Dänemark       | Dänemark                                          | 16,45           | 13                      | 22                      | 51,45       |
|                                                              |                | Zascha Nygaard Andreasen mit Quinn                | 7,20            | 8                       | 8                       |             |
| Konstantin Deeken Künnemann mit Crowney                      | 6,69           | 5                                                 | 6               |                         |                         |             |
| Søren Pedersen mit Chico Z                                   | (7,45)         | (8)                                               | (ausgeschieden) |                         |                         |             |
| Andreas Schou mit Darc de Lux                                | 2,56           | 0                                                 | 8               |                         |                         |             |
| 9                                                            | Großbritannien | Großbritannien                                    | 17,18           | 16                      | 20                      | 53,18       |
|                                                              |                | Georgia Tame mit Ascot                            | (9,98)          | (9)                     | (aufgegeben)            |             |
| Emily Moffitt mit Winning Good                               | 8,12           | 4                                                 | 0               |                         |                         |             |
| Joseph Stockdale mit Cacharel                                | 4,00           | 8                                                 | 12              |                         |                         |             |
| William Whitaker mit Galtur                                  | 5,06           | 4                                                 | 8               |                         |                         |             |
| 10                                                           | Österreich     | Österreich                                        | 19,21           | 17                      | 29                      | 65,21       |
|                                                              |                | Katharina Rhomberg mit Cuma                       | 5,24            | 0                       | 12                      |             |
| Alessandra Reich mit Loyd                                    | 6,58           | 17                                                | 9               |                         |                         |             |
| Max Kühner mit Elektric Blue P                               | 7,39           | 0                                                 | 8               |                         |                         |             |
| 11                                                           | Niederlande    | Niederlande                                       | 8,97            | 28                      |                         | 36,97       |
| 12                                                           | Italien        | Italien                                           | 14,11           | 26                      |                         | 40,11       |
| 13                                                           | Norwegen       | Norwegen                                          | 17,76           | 26                      |                         | 43,76       |
| 14                                                           | Türkei         | Türkei                                            | 24,55           | 37                      |                         | 61,55       |
| 15                                                           | Tschechien     | Tschechien                                        | 16,94           | ausgeschieden           |                         |             |

### Einzelwertung
Der zweite Umlauf des Nationenpreises brachte die Reihenfolge im Einzelwettbewerb nochmals deutlich durcheinander: Aus der Gruppe des Einzelstarter bestätigte Ioli Mytilineou mit ihrem 10-jährigen Pferd Levis de Muze den guten Eindruck des Vortages: Erneut ohne Fehler, schob sich die Griechin auf Rang vier. Im Gegensatz dazu unterliefen etlichen bisher gut platzierten Reitern Fehler: Rolf-Göran Bengtsson fiel durch acht Strafpunkte um 13 Plätze, Elian Baumann stürzte durch 12 Strafpunkte gar von Platz vier auf Platz 28 ab. Damit verpasste Baumann den Einzug in das Einzelfinale. Steve Guerdat blieb trotz eines Springfehlers noch knapp in den Top zehn, Peder Fredricson schob sich dank einer Nullrunde wieder in die Nähe der Medaillen – auf Rang fünf. Vor den zwei Umläufen des Einzelfinals lagen Pieter Devos, André Thieme und Martin Fuchs auf den Plätzen drei, zwei und eins.
Auch beim ersten Umlauf des Einzelfinals blieb Frank Rothenberger seinem Stil der Woche treu: Der Schwierigkeiten konzentrierten sich vorrangig in der zweiten Hälfte des Springkurses. Die vorletzte Linie bestand aus einer eher eng stehenden dreifachen Kombination, der nach einer leichten Linkskurve der Wassergraben und im Anschluss ein Oxer folgte. Die Reiter mussten mit ihren Pferden somit den Wechsel von eher verkürzten Galoppsprüngen zu deutlich im Vorwärts anzureitenden 4,10 m weiten Wassergraben vollziehen. Dennoch zeigten sich kaum Probleme auf dieser Linie. Umso mehr Fehler fanden auf der letzten Linie statt: Nach einer 180-Grad-Wendung folgte eine zweifache Kombination, die Mauerteile aus einem vorangegangenen Parcours dieses Wochenendes als Unterbau integriert wurde, ein weiter roter Oxer und zum Abschluss ein über 1,60 Meter hoher Steilsprung, der mit einem Wassergraben unterbaut war.
In diesem ersten Umlauf des Einzelfinals traten noch 24 Teilnehmer an. Marcus Ehning und Bryan Balsiger unterliefen mit ihren Pferden jeweils nochmals zwei Abwürfe, so dass sie den Einzug in den letzten Umlauf der besten zwölf Paare verpassten. Den weitesten Sprung nach vorne im Zwischenklassement machte David Will, der mit seinem Wallach C Vier ohne Fehler blieb, während etliche nach ihm folgende Paare Fehler unterliefen. Damit stieg er von Platz elf auf Platz sechs. Mit einem Springfehler reihte sich Christian Kukuk direkt hinter Will ein. Peder Fredricson bestätigte seine Favoritenstellung und blieb mit Catch Me Not S ohne Fehler. Er rückte in die Top drei vor, nachdem auch Pieter Devos sich einen Hindernisfehler erlaubte. Ebenso in die Top drei rückte Ioli Mytilineou, deren Pferd Levis de Muze erneut herausragend sprang. Ein Zeitfehler ließ sie jedoch hinter Fredricson zurückfallen.
An der Spitze des Feldes blieben André Thieme und seine Stute Chakaria die dritte Runde in Folge fehlerfrei. Martin Fuchs unterlief am Oxer hinter dem Wassergraben mit seinem jungen Schimmelwallach Leone Jei ein Springfehler. Fuchs ging damit auf Platz vier in den letzten Umlauf der Europameisterschaften, Thieme lag in Führung.
Der letzte zu reitende Kurs der Europameisterschaften, in dem noch 12 Reiter-Pferd-Paare startberechtigt waren, war mit nur zehn Hindernissen deutlich kürzer als die zuvor überwundenen Kurse. Er begann mit zwei Linien mit je einem Oxer und einem Steilsprung in Distanz zueinander, anschließend folgte die dreifache Kombination. Der Rest des Kurses wies fast keine Linien mit Hindernisfolgen auf, die Hindernisse waren über Kurven und Wendungen miteinander verbunden. Die Fehler verteilten sich über den ganzen Kurs.
Der erste fehlerfreie Ritt dieses zweiten Umlaufs des Einzelfinals kam von Nicola Philippaerts mit seiner Stute Katanga van het Dingeshof. Der in Riesenbeck ansässige Ire Eoin McMahon hatte mit seinem 15-jährigen Pferd Chacon einen Hindernisfehler und einen Zeitstrafpunkt, dennoch konnte er sich noch um zwei Plätze nach vorne arbeiten. Steve Guerdat musste mit seinem 10-jährigen Hengst Maddox bereits mehrere Springfehler hinnehmen, so zuletzt an einem mauerähnlichen, sehr bunten Plankenhindernis (Hindernis 7), bevor der Ritt am vorletzten Hindernis beendet war: Maddox verweigerte beim ersten Versuch und wollte auch im zweiten Anlauf die weiße Longines-Mauer nicht überwinden. Guerdat schied aus.
Die 29-jährige Norwegerin Victoria Gulliksen hatte sich bei dieser Europameisterschaft mit eher ruhigeren, mit Zeitstrafpunkten versehenen, aber guten Runden in die zweite Runde des Einzelfinals gearbeitet. Dort unterliefen ihr mit dem Fuchswallach Papa Roach zwei Springfehler. Dennoch schloss die unter den besten zehn des Endergebnisses ab. Christian Kukuk ritt mit seinem Schimmelhengst Mumbai fehlerfrei in das Ziel. Dies war die letzte Nullrunde dieser Europameisterschaften, Kukuk verpasste am Ende nur knapp eine Medaille. David Will war mit C Vier auf dem Vorbereitungsplatz, während bereits der zweite Umlauf lief, nach einem deutlich zu früh abgesprungenen Übungshindernis gestürzt. Er ging dennoch an den Start. In der ersten Hälfte des Kurses unterliefen Will und C Vier zu Springfehler. In der zweiten Hälfte des Springparcours fand das Paar wieder besser zusammen und schloss den Wettbewerb auf Rang sieben ab.
Bei Pieter Devos und seiner Stute Jade van de Bisschop fielen zwei weitere Stangen, bei Martin Fuchs kam ein Springfehler hinzu. Nach vier Runden ohne Fehler endete die Europameisterschaft für Ioli Mytilineou unglücklich: Sie kam unpassend zum Einsprung der dreifachen Kombination, so dass ihr Hengst Levis de Muze nicht mehr passend abspringen konnte und in den Steilsprung hineinsprang. Mytilineou entschied sich pro Pferd dafür, die Kombination nicht mehr anzureiten. Sie sprang nur noch ein bereits überwundenes Hindernis und gab damit auf. Damit war für Martin Fuchs bereits die Bronzemedaille sicher, die beiden noch folgenden Paare hatten gegenüber Fuchs einen Vorsprung vor knapp über einem Springfehler.
Peder Fredricson und Catch Me Not S unterlief dieser Springfehler, zudem war ihr Weg auf die letzten Hindernisse etwas aufwändig. Dies führte zu einem Zeitfehler, der ihn hinter Martin Fuchs zurückfallen ließ. Auch bei André Thieme und Chakaria fiel eine Stange. Doch Thieme behielt die Nerven und brachte seine Stute ohne weitere Fehler in der Zeit in das Ziel. Damit stand für André Thieme bei seinem überhaupt erst zweiten Championatsstart, wenige Wochen nach der nicht ideal verlaufenen Teilnahme bei den Olympischen Spielen in Tokio, der Gewinn der Einzel-Goldmedaille fest.
| Rang | Reiter                | Pferd                      | umgerechnete Punkte | Strafpunkte    | Strafpunkte    | Strafpunkte    | Strafpunkte    | Gesamt- ergebnis |
| Rang | Reiter                | Pferd                      | umgerechnete Punkte | 2. Teilprüfung | 2. Teilprüfung | 3. Teilprüfung | 3. Teilprüfung | Gesamt- ergebnis |
| Rang | Reiter                | Pferd                      | 1. Teilprüfung      | 1. Umlauf      | 2. Umlauf      | 1. Umlauf      | 2. Umlauf      | Gesamt- ergebnis |
| ---- | --------------------- | -------------------------- | ------------------- | -------------- | -------------- | -------------- | -------------- | ---------------- |
| 1    | André Thieme          | DSP Chakaria               | 2,84                | 0              | 0              | 0              | 4              | 6,84             |
| 2    | Martin Fuchs          | Leone Jei                  | 1,31                | 0              | 0              | 4              | 4              | 9,31             |
| 3    | Peder Fredricson      | Catch Me Not S             | 0,46                | 4              | 0              | 0              | 5              | 9,46             |
| 4    | Christian Kukuk       | Mumbai                     | 1,93                | 0              | 4              | 4              | 0              | 9,93             |
| 5    | Nicola Philippaerts   | Katanga van het Dingeshof  | 5,28                | 0              | 0              | 8              | 0              | 13,28            |
| 6    | Pieter Devos          | Jade van de Bisschop       | 3,16                | 0              | 0              | 4              | 8              | 15,16            |
| 7    | David Will            | C Vier                     | 0,00                | 4              | 4              | 0              | 8              | 16,00            |
| 8    | Eoin McMahon          | Chacon                     | 6,70                | 0              | 4              | 1              | 5              | 16,70            |
| 9    | Victoria Gulliksen    | Papa Roach                 | 3,96                | 0              | 5              | 1              | 8              | 17,96            |
| 10   | Daniel Coyle          | Legacy                     | 4,39                | 0              | 4              | 5              | 5              | 18,39            |
| 11   | Steve Guerdat         | Maddox                     | 2,15                | 0              | 4              | 4              | ausgeschieden  |                  |
| 12   | Ioli Mytilineou       | Levis de Muze              | 3,64                | 0              | 0              | 1              | aufgegeben     |                  |
| 13   | Rolf-Göran Bengtsson  | Ermindo W                  | 1,96                | 0              | 8              | 4              |                | 13,96            |
| 14   | Bryan Balsiger        | Courage                    | 2,01                | 4              | 0              | 8              |                | 14,01            |
| 15   | Olivier Robert        | Vivaldi des Meneaux        | 1,20                | 4              | 0              | 9              |                | 14,20            |
| 16   | Michael Duffy         | Zilton Z                   | 3,37                | 8              | 0              | 5              |                | 16,37            |
| 17   | Wojciech Wojcianiec   | Chintablue                 | 3,44                | 5              | 4              | 4              |                | 16,44            |
| 18   | Omer Karaevli         | Cheston de la Pomme d'Or Z | 4,08                | 8              | 5              | 0              |                | 17,08            |
| 19   | Marcus Ehning         | Stargold                   | 4,33                | 5              | 0              | 8              |                | 17,33            |
| 20   | Manuel Fernandez Saro | Jarlin de Torres           | 7,76                | 4              | 1              | 5              |                | 17,76            |
|      | …                     |                            |                     |                |                |                |                |                  |
| 28   | Elian Baumann         | Campari Z                  | 2,15                | 0              | 12             |                |                | 14,15            |
| 29   | Max Kühner            | Elektric Blue P            | 7,39                | 0              | 8              |                |                | 15,39            |
|      | …                     |                            |                     |                |                |                |                |                  |
| 35   | Katharina Rhomberg    | Cuma                       | 5,24                | 0              | 12             |                |                | 17,24            |
|      | …                     |                            |                     |                |                |                |                |                  |
| 61   | Alessandra Reich      | Loyd                       | 6,58                | 17             | 0              |                |                | 23,58            |

## Rahmenprüfungen
Im Großen Preis des CSI 3*-Turniers traten 60 Reiter mit ihren Pferden an. Das Starterfeld umfasste Europameisterschaftsteilnehmer mit Zweitpferden sowie weitere deutsche und internationale Springreiter. 17 Paare qualifizierten sich für das Stechen. Der Sieg ging an David Will und den bereits 17-jährigen Wallach Quentucky Jolly.
|             | Reiter              | Pferd           | 1. Umlauf | 1. Umlauf   | Stechen  | Stechen |
| Strafpunkte | Reiter              | Pferd           | Zeit (s)  | Strafpunkte | Zeit (s) |         |
| ----------- | ------------------- | --------------- | --------- | ----------- | -------- | ------- |
| 1           | David Will          | Quentucky Jolly | 0         | –           | 0        | 39,86   |
| 2           | Lillie Keenan       | Skyhorse        | 0         | –           | 0        | 42,14   |
| 3           | Nicola Philippaerts | Gijs            | 0         | –           | 0        | 42,98   |

Der Sieg im Großen Preis des CSI 2*-Rahmenturniers ging an Katrin Eckermann mit der erst achtjährigen Stute Chao Lee vor David Wills Stallkollegen Richard Vogel mit Spring Dark.